# ナショナル・フォー・ピークス・チャレンジ
ナショナル・フォー・ピークス・チャレンジ は、グレートブリテン及び北部アイルランド連合王国におけるイングランド、スコットランド、ウェールズ、北部アイルランドの4つの「国」の最高峰4座を登る山岳チャレンジ。チャレンジに公式規則や時間制限はないが、山から山への飛行機や車での移動を含めた合計48時間以内のチャレンジや、週末を利用しての行楽として行われる。最初に登る山の麓をスタートとし、最後に登る山の麓をゴールとすることが多い。日本人では、2016年10月9日に綾部、大原、船越、本多のチームが44時間49分で達成した。
4座は標高の順に、スコットランド西部のベン・ネビス山1,344メートル (4,409 ft)、ウェールズ北部のスノードン山1,085メートル (3,560 ft)、イングランド北西部のスカフェル・パイク山 978メートル (3,209 ft)、そして北部アイルランド東部のスリーブ・ドナード山 850メートル (2,789 ft)である。